# Liste des compositions de Philip Glass
La liste suivante représente les compositions de Philip Glass pour tous types d'instruments ou d'ensembles, publiées à partir de 1962 (les compositions antérieures ont été généralement retirées du catalogue par leur auteur).

## Œuvres pour lePhilip Glass Ensemble
- 600 Lines (1967)
- How Now pour ensemble ou piano (1968)
- Music in Fifths (1969)
- Music in Similar Motion (1969)
- Music in Contrary Motion (1969)
- Music with Changing Parts (1970, enregistré en 1973)
- Music in Twelve Parts (1971-1974)
- Another Look at Harmony, Parts I et II (1975)
- North Star (1977)
- Dance (1979, avec Lucinda Childs et Sol LeWitt)
- Glassworks (1981)
- A Descent Into the Maelstrom (basé sur une nouvelle d'Edgar Allan Poe, 1986)
- Orion (2004)
- Los Paisajes del Rio (2008)

## Musique pour la scène

### Opéras
- Einstein on the Beach pour le Philip Glass Ensemble (1975-1976, mise en scène de Robert Wilson)
- Satyagraha (1978-1979, livret de Constance DeJong)
- Akhnaten (1983)
- The CIVIL warS (Act V : The Rome Section) (1984, avec Robert Wilson, livret incluant des textes de Sénèque)
- The Making of the Representative for Planet 8 (1985-1986, première en 1988, livret de Doris Lessing, basé sur la nouvelle homonyme tirée de Canopus in Argos)
- The Voyage (1990, première en 1992, livret de David Henry Hwang (en))
- White Raven (1991, première sous le nom O Corvo Branco en 1998, avec Robert Wilson, livret de Luísa Costa Gomes)
- The Marriages Between Zones Three, Four and Five (1997, livret de Doris Lessing, basé sur la nouvelle homonyme tirée de Canopus in Argos)
- Galileo Galilei (2002, livret de Mary Zimmerman et Arnold Weinstein)
- Waiting for the Barbarians pour voix, chœur et orchestre (2005, basé sur le roman homonyme de John Maxwell Coetzee)
- Appomattox (première au San Francisco Opera le 5 octobre 2007, livret de Christopher Hampton)
- Kepler (2009, livret de Martina Winkel, incluant des textes de Johannes Kepler et de Andreas Gryphius)
- The Perfect American (première mondiale au Teatro Real de Madrid le 22 janvier 2013, livret de Rudy Wurlitzer basé sur le roman de Peter Stephan Jungk)
- The Lost (première mondiale pour l'inauguration du nouvel opéra de Linz, le Musiktheater, le 12 avril 2013 sous la direction de Dennis Russell Davies, adaptation de la pièce Die Spuren der Verirrten (2006) de Peter Handke)
- Circus Days and Nights, (première mondiale à l'Opéra de Malmö le 29 mai 2021 sous la direction de Minna Weurlander, livret de David Henry Hwang (en) et Tilde Björfors basé sur le recueil de poèmes homonyme de Robert Lax)

### Opéras de chambre
- A Madrigal Opera pour voix, violon et violon alto (1980)
- The Photographer, pour solistes, chœur et orchestre (1982), basé sur la vie de Eadweard Muybridge
- The Juniper Tree (1985, composé avec Robert Moran, livret basé sur Le Conte du genévrier des frères Grimm)
- The Fall of the House of Usher (1987, livret basé sur la nouvelle homonyme de Edgar Allan Poe)
- 1000 Airplanes on the Roof pour voix et ensemble (1988, texte de David Henry Hwang)
- Hydrogen Jukebox pour voix et ensemble (1990, livret de Allen Ginsberg)
- Orphée pour voix et orchestre de chambre (1991, basé sur le film Orphée de Jean Cocteau, première en 1993)
- La Belle et la Bête pour voix et le Philip Glass Ensemble ou un orchestre de chambre (1994, d'après La Belle et la Bête de Jean Cocteau)
- Witches of Venice, ballet pour enfants (1995, livret basé sur le conte éponyme de Beni Montresor)
- Les Enfants terribles, opéra-danse pour voix et trois pianos (1996, d'après Les Enfants terribles de Jean Cocteau et le film de Jean-Pierre Melville)
- Monsters of Grace, opéra de chambre pour le Philip Glass Ensemble (1998, avec scénographie 3D dirigée par Robert Wilson, livret basé sur les œuvres de Jalal Ud Din Rumi)
- In the Penal Colony, opéra de chambre pour voix et quintette à cordes (2000, livret tiré d'une nouvelle de Franz Kafka)
- The Sound of a Voice, opéra de chambre pour voix et ensemble de chambre incluant un pipa (2003, livret de David Henry Hwang)
- The Trial, opéra de chambre, basé sur le roman de Franz Kafka (première mondiale à Londres à la Royal Opera House (Linbury Studio Theatre) le 10 octobre 2014, sous la direction de Michael Rafferty et sur un livret de Christopher Hampton)

### Musique pour le théâtre
- Music for Play (Samuel Beckett, 1965)
- Music for the Red Horse Animation (Lee Breuer, 1968)
- Music for The Lost Ones (Beckett, 1975)
- Music for the Saint and the Football Player (Thibeau et Breuer, 1975)
- Dressed Like an Egg (1977)
- Music for Cold Harbor (Dale Worsley et Bill Raymond, 1983)
- Music for Company (Beckett, 1984)
- Endgame (Beckett, 1984)
- The Screens (Jean Genet, 1990, avec Foday Musa Suso)
- Music for Cymbeline (Shakespeare, 1991)
- Henry IV, Parts One and Two (Shakespeare, 1992)
- In the Summer House (Jane Bowles, 1993)
- Woyzeck (Georg Büchner, 1993)
- The Elephant Man (2001)
- Beckett Shorts (Beckett, 2007)
- The Bacchae (Euripide, 2008)
- The Crucible (Arthur Miller, 2016)
- Alice, ballet (chorégraphie A. Hosseinpour et J. Lunn, 2022)[1]

## Musique orchestrale

### Symphonies
- Symphonie no 1 Low (1992)
- Symphonie no 2 (1994)
- Symphonie no 3 pour 19 instruments à cordes (1995)
- Symphonie no 4 Heroes (1996)
- Symphonie no 5 Choral pour solistes, chœur et orchestre (1999)
- Symphonie no 6 Plutonian Ode pour soprano et orchestre (2002)
- Symphonie no 7 Toltec pour orchestre et chœur (2005)
- Symphonie no 8 (2005)
- Symphonie no 9 (2010)
- Symphonie no 10 (2012)
- Symphonie no 11 (2017)
- Symphonie no 12 Lodger (2019)

### Autres œuvres pour orchestre
- Piece for Chamber Orchestra (1967)
- Music in Similar Motion pour orchestre de chambre (1969, orch. en 1981)
- Company pour orchestre à cordes (1983, version orchestrale du Quatuor pour cordes no 2 Company (1983), voir la section Quatuors pour cordes)
- The CIVIL warS - the Cologne Section pour orchestre et chœur optionnel (1984)
- Two Interludes from the CIVIL warS - the Rome Section pour orchestre (1984)
- Phaedra pour orchestre à cordes et percussions (1985)
- Runaway Horses from Mishima pour orchestre à cordes et harpe (1985)
- In the Upper Room pour orchestre de chambre (1986, musique pour une chorégraphie de Twyla Tharp)
- The Light pour orchestre (1987)
- The Canyon, épisode dramatique pour orchestre (1988)
- Passages pour orchestre de chambre (1990, en collaboration avec Ravi Shankar)
- Mechanical Ballet from The Voyage pour orchestre (1990)
- Interlude from Orphée pour orchestre de chambre (1991)
- Concerto Grosso pour orchestre de chambre (1992)
- Three Pieces from The Secret Agent pour orchestre (1995)
- Days and Nights of Rocinha, Danse pour orchestre (1997)
- DRA Fanfare pour orchestre (1999)
- Dancissimo pour orchestre (2001)
- Icarus at the Edge of Time pour narrateur et orchestre (2010)
- Harmonium Mountain pour orchestr (2011)
- Black and White Scherzo pour orchestra (2011)
- Ouverture 2012 pour orchestre (2012)

#### Œuvres pour orchestre, orchestrations par d'autres que Philip Glass
- Modern Love Waltz pour orchestre de chambre (1977, orch. de Robert Moran en 1979)
- The Thin Blue Line pour orchestre à cordes (1988, arr. de Michael Riesman)
- Ouverture de "La Belle et la Bête" pour orchestre à cordes et piano (1994, arr. de Michael Riesman)
- Life: A Journey Through Time en sept sections pour orchestre (2006, orch. de Michael Riesman, tiré de The Secret Agent, Les Enfants Terribles, Dracula et autres œuvres)

### Œuvres pour orchestre avec chœur et/ou voix solo
- The Olympian: Lighting of the Torch and Closing pour orchestre et chœur (1984)
- Itaipu, un portrait symphonique pour chœur et orchestre en quatre mouvements (1989)
- Persephone (T.S.E.) pour orchestre et chœur (1994, musique pour une œuvre théâtrale de Robert Wilson)
- Songs of Milarepa pour baryton et orchestre de chambre (1997)
- Psalm 126 pour orchestre et chœur (1998)
- The Passion of Ramakrishna pour chœur et orchestre (2006)

### Concertos et autres œuvres pour instruments solo et orchestre

#### Pour piano
- Concerto pour piano no 1 Tirol, pour piano et orchestre à cordes (2000)
- Concerto pour piano no 2 After Lewis and Clark, pour piano, flute américaine, et orchestre (2004)
- Concerto pour piano no 3, pour piano et orchestre à cordes (2017)

#### Pour deux pianos
- Double Concerto pour deux pianos et orchestre (2015)

#### Pour clavecin
- Concerto pour clavecin et orchestre (2002)

#### Pour violon
- Concerto pour violon et orchestre (1960, retiré)
- Concerto pour violon et orchestre no 1 (1987)
- Echorus pour deux violons et orchestre à cordes (1995, version de l'Étude no 2 pour piano)
- Concerto pour violon et orchestre no 2 The American Four Seasons (première en décembre 2009)

#### Pour violoncelle
- Concerto pour violoncelle et orchestre no 1 (2001)
- Concerto pour violoncelle et orchestre no 2 Naqoyqatsi (2002/2011)

#### Pour violon et violoncelle
- Double concerto pour violon et violoncelle (2010)

#### Pour saxophone
- Facades pour deux saxophones (ou flutes) et orchestre à cordes (1983)
- Concerto pour quatuor de saxophones et orchestre (1995)

#### Pour timbales
- Fantaisie concertante pour deux timbales et orchestre (2000)

### Œuvres pour instruments solo et orchestre, arrangés ou orchestrés par d'autres
- Closing from « Glassworks » pour piano et orchestre à cordes (1981, arr. de Michael Riesman)
- Metamorphosis I pour piano, marimbas, flutes et autres instruments variés (1988, arr. de Marco Antonio Guimaraes, enregistré en 1999)
- Metamorphosis IV pour quatre violoncelles (1988, arr. de Joan Jeanrenaud en 2002)
- Passages pour Quatuor de Saxophones et orchestre (1989, trois mouvements arrangés en 2001 par Dennis Russel Davies)
- Dracula: Suite pour orchestre à cordes et piano (1998, arr. de Michael Riesman en 2007)
- Suite tirée de The Hours pour piano, cordes, harpe et céleste (2002, arr. de Michael Riesman en 2003)

## Musique de chambre (de un à dix exécutants)

### Musique de chambre (excepté les quatuors à cordes)
- String Trio (vers 1952, retiré)
- Brass Sextet (1962-1964)
- Play pour deux saxophones (1965, musique pour une œuvre de Samuel Beckett)
- Music for Ensemble and Two Actresses pour sextet à vents et deux narrateurs (1965)
- Piece in the Shape of a Square pour deux flutes (1967)
- Head On pour violon, violoncelle et piano (1967)
- Two Down pour deux saxophones (1967)
- Piece in the Shape of a Square pour deux flutes (1967)
- Another Look at Harmony, Part III pour clarinette, piano et voix (1975)
- Fourth Series Part Three pour violon et clarinette (1978)
- Opening tiré de Glassworks pour piano, violoncelle et percussions (1981)
- Façades, pour deux saxophones (ou flûte et clarinette) et ensemble à cordes (1981)
- Prelude to Endgame pour timbales et contrebasse (1984, pour une œuvre de Samuel Beckett)
- Music from The Screens pour ensemble de chambre (1989, en collaboration avec Foday Musa Suso)
- The Orchard (tiré de la bande originale du film The Screens) pour violoncelle, piano et percussions (1989)
- Love Divided By pour flute et piano (1992)
- In the Summer House pour violon et violoncelle (1993, pour une œuvre de Jane Bowles)
- Saxophone Quartet (1995, existe également en version orchestrale, voir Œuvres pour instruments solo et orchestre)
- Tissues (tiré de la bande originale du film Naqoyqatsi) pour violoncelle, percussions et piano (2002)
- Taoist Sacred Dance pour piano et flûte (2003)
- Music from The Sound of a Voice pour flute, pipa, violon, violoncelle et percussions (2003)
- Sonata for Violin and Piano, pour violon et piano (2008)
- String Sextet (1995/2009, adaptation de la Symphonie no 3 par Michael Riesman)
- Pendulum, mouvement pour violon et piano (2010)

### Quatuors à cordes
- Trois quatuors à cordes (datant des années 1960, retirés)
- Quatuor à cordes n° 1 (1966)
- Quatuor à cordes n°2 Company (1983, composé pour une œuvre homonyme de Samuel Beckett ; existe également en version pour orchestre, voir Autres œuvres pour orchestre)
- Quatuor à cordes n° 3 Mishima (1985)
- Quatuor à cordes n° 4 Buczak (1989)
- Quatuor à cordes n° 5 (1991)
- Dracula pour quatuor à cordes (ou piano et quatuor à cordes) (1998, musique pour le film de 1931)
- Quatuor à cordes n° 6 (2013)
- Quatuor à cordes n° 7 (2014)
- Quatuor à cordes n° 8 (2018)
- Quatuor à cordes n° 9 « King Lear » (2022)

### Œuvres pour piano(s)
- In Again out Again pour deux pianos (1967)
- How Now pour piano (1968)
- Two Pages (for Steve Reich) pour piano (ou orgue électrique) (1969)
- Modern Love Waltz pour piano (1977, version piano de Fourth series part Three)
- Mad Rush pour piano (1979/1981, titré à l'origine Fourth Series Part Four)
- Cadenza pour le Concerto pour piano no 21 de Mozart (K 467, 1786) (1987)
- Metamorphosis pour piano (1988)
- Wichita Vortex Sutra pour piano (1988)
- The French Lieutenant Sleeps tiré de The Screens pour piano (1989)
- Night on the Balcony tiré de The Screens pour piano (ou clavecin) (1989)
- Tesra pour piano (1993)
- 12 Pieces for Ballet pour piano (1993)
- Études pour piano, Volume 1 (1994-1995)
- The Joyful Moment pour piano (1998)
- Dreaming Awake pour piano (2003)
- A Musical Portrait of Chuck Close, deux pièces pour piano (2005)
- Four Movements for Two Pianos (2008)
- Études pour piano, volume 2 (2012)
- Two Movements for Four Pianos, pour quatre pianos (2013)
- Distant Figure – Passacaglia (2017)
- First Piano Sonata (2019)

#### Œuvres pour piano solo, arrangements par d'autres que Philip Glass
- Trilogy Sonata pour piano (2001, tirée de Einstein, Sathyagraha et Akhnaten, arrangement de Paul Barnes)
- Closing from "Mishima" pour piano (1984, transcription de Michael Riesman)
- Anima Mundi pour piano (1991, transcription de Michael Riesman)
- Selections from "A Brief History of Time" pour piano (1991, transcription de Michael Riesman)
- The Orphée Suite pour piano (1991, transcription de Paul Barnes en 2000)
- Ouverture tirée de La Belle et la Bete pour piano (1994, transcription de Michael Riesman)
- Six Scenes from Les Enfants Terribles pour deux pianos (1996, transcription de Maki Namekawa et Dennis Russell Davies)
- Epilogue from Monsters of Grace pour piano (1998, transcription de Paul Barnes en 2001)
- Dracula pour piano (1998, transcription de Michael Riesman en 2007)
- Music from the Hours pour piano (2002/2003, transcription de Michael Riesman et Nico Muhly)
- Concerto no 2 "After Lewis and Clark" pour piano (2004, transcription de Paul Barnes)
- "Life in the Mountains" tiré de la bande originale du film "L'Illusioniste" pour piano (2006, transcription de Michael Riesman)

### Œuvres pour orgue
- Fourth Series Part Two (Dance no 2) pour orgue (1978)
- Fourth Series Part Four (Mad Rush) pour orgue (1979)
- Voices pour orgue, didgeridoo et narrateur (2001)
- Prelude for Organ (2025)

### Œuvres pour instruments solo (autres que le piano et l'orgue)
- Strung Out pour violon (1967)
- Piece in the Shape of a Square pour 2 flutes (1967)
- Gradus pour saxophone (1968)
- Arabesque In Memoriam pour flute (1988)
- France tiré de The Screens pour violon (1989)
- Melodies pour saxophone (1995)
- Songs and Poems for Cello pour violoncelle (2006)
- Songs and Poems No. 2 for Solo Cello (2010), pour violoncelle
- Partita for solo violin (2010–2011), pour violon seul
- Orbit pour violoncelle solo, pour Yo-Yo Ma et Lil Buck, créé le 2 avril 2013

## Musique vocale

### Œuvres vocales
- Music for Voices (1970)
- Hebeve Song pour soprano, clarinette et basson (1983)
- Songs from Liquid Days pour voix et ensemble (1986, textes de Paul Simon, Suzanne Vega, David Byrne et Laurie Anderson)
- De Cie pour quatre voix (1988)
- Ignorant Sky, chanson (1995, pour Suzanne Vega)
- The Streets of Berlin, chanson (1997, pour Mick Jagger)
- Planctus, chanson pour voix et piano (1997, pour Natalie Merchant)
- In the Night Kitchen pour voix et ensemble de chambre (2005)
- Book of Longing pour voix solos et ensemble de chambre (2007, textes de Leonard Cohen)

### Œuvres pour chœur
- Another Look at Harmony, Part IV pour chœur et orgue (1975)
- Fourth Series Part One pour chœur et orgue (1977)
- Three Songs for Chorus a cappella (1984, textes de Leonard Cohen, Octavio Paz et Raymond Levesque)
- Flash Choir pour chœur seul (2012)

## Bandes originales de films

### Longs métrages
- 1978 : North Star pour le reportage Mark di Suvero, sculptor de François de Menil et Barbara Rose
- 1985 : Mishima pour le film de Paul Schrader
- 1986 : Dead End Kids de JoAnne Akalaitis
- 1987 : Hamburger Hill de John Irvin
- 1989 : Sanctuaire (La chiesa) de Michele Soavi
- 1990 : Mindwalk de Bernt Amadeus Capra
- 1992 : Planetens spejle de Jytte Rex
- 1992 : Candyman pour le film homonyme de Bernard Rose, basé sur la nouvelle The Forbidden de Clive Barker
- 1993 : La Légende de Jérôme Diamant-Berger
- 1994 : La Mort de Molière de Robert Wilson (vidéo)
- 1995 : Candyman: Farewell to the Flesh pour le film de Bill Condon
- 1995 : Jenipapo pour le film de Monique Gradenberg, inclut une chanson écrite pour Suzanne Vega
- 1996 : The Secret Agent pour le film de Christopher Hampton
- 1997 : Bent de Sean Mathias
- 1997 : Kundun pour le film homonyme de Martin Scorsese, (nomination aux Oscars, 1997)
- 1998 : The Truman Show pour le film homonyme de Peter Weir, trois titres originaux et des œuvres tirées de Powaqqatsi, Anima Mundi et Mishima (Golden Globe pour Burckhard Dallwitz et Philip Glass, 1998)
- 1998 : Dracula pour le film homonyme de 1931 de Tod Browning avec l'acteur Bela Lugosi
- 1999 : The Eden Myth de Mark Edlitz
- 2002 : The Baroness and the Pig pour le film de Michael Mackenzie
- 2002 : The Hours, pour le film de Stephen Daldry (nomination aux Oscars, 2002)
- 2004 : Secret Window pour le film de David Koepp
- 2004 : Taking lives - destins violés (Taking Lives) de D.J. Caruso
- 2004 : L'Autre Rive (Undertow) de David Gordon Green
- 2005 : La Moustache d'Emmanuel Carrère
- 2005 : Faith's Corner de Darrell Roodt
- 2005 : Neverwas pour le film homonyme de Joshua Michael Stern
- 2006 : The Illusionist pour le film homonyme de Neil Burger
- 2006 : A Broken Sole d'Antony Marsellis
- 2006 : Notes on a Scandal pour le film de Richard Eyre (nomination aux Oscars, 2006)
- 2007 : Les Châtiments (The Reaping) de Stephen Hopkins (composition non utilisée)
- 2007 : Cœur de pierre (Kremen) d'Aleksei Mizgiryov
- 2007 : Cassandra's Dream pour le film Le Rêve de Cassandre de Woody Allen
- 2007 :  No Reservations pour le film Le Goût de la vie de Scott Hicks
- 2009 : Les Regrets de Cédric Kahn
- 2010 : Mr. Nice de Bernard Rose
- 2010 : Astral City: A Spiritual Journey de Wagner de Assis (pt)
- 2011 : Elena d'Andrey Zvyagintsev
- 2012 : O Apóstolo de Fernando Cortizo
- 2013 : Duet pour le film Stoker de Park Chan-wook
- 2014 : Leviathan (Leviafan) d'Andrey Zvyagintsev
- 2015 : Low de Renaud Cojo
- 2015 : Les 4 Fantastiques (Fantastic Four) de Josh Trank (co-compositeur avec Marco Beltrami)
- 2017 : Jane de Brett Morgen

### Documentaires
- 1968 : Inquiring Nuns
- 1970 : Marco
- 1982 : Koyaanisqatsi, Trilogie des Qatsi de Godfrey Reggio
- 1985 : Empire City
- 1986 : The Kitchen Presents Two Moon July
- 1988 : The Thin Blue Line pour le documentaire de Errol Morris
- 1988 : Powaqqatsi, Trilogie des Qatsi de Godfrey Reggio
- 1988 : Le Dossier Adams
- 1991 : Une brève histoire du temps (A Brief History of Time) d'Errol Morris
- 1992 : Anima Mundi pour le film homonyme de Godfrey Reggio
- 1992 : Art on Film, Program 4: Voice
- 1993 : Compassion in Exile: The Life of the 14th Dalai Lama
- 1998 : Chuck Close: A Portrait in Progress
- 1999 : The Source: The Story of the Beats and the Beat Generation
- 2000 : Armonie dell'Estasi
- 2001 : L'anima in luce
- 2002 : Naqoyqatsi, Trilogie des Qatsi de Godfrey Reggio
- 2003 : The Fog of War pour le film documentaire éponyme d'Errol Morris, interview de Robert McNamara, ancien Secrétaire de la Défense
- 2004 : Les origines du SIDA
- 2004 : Going Upriver: The Long War of John Kerry
- 2005 : The Giant Buddhas
- 2006 : Tiger
- 2006 : A Crude Awakening: The Oil Crash
- 2006 : Abused
- 2006 : White Shadows
- 2007 : Glass, a portrait of Philip in Twelve Parts de Scott Hicks
- 2007 : Les Animaux amoureux pour le film animalier de Laurent Charbonnier
- 2008 : Objects and Memory
- 2009 : Transcendent Man
- 2010 : The Earth: Our Home
- 2011 : Rebirth
- 2013 : Visitors de Godfrey Reggio
- 2013 : Journey of Hanuman

### Courts métrages documentaires
- 1971 : End of the Art World
- 1984 : High Wire
- 1992 : Anima Mundi  de Godfrey Reggio
- 1995 : Evidence  de Godfrey Reggio
- 1996 : Absence Stronger Than Presence
- 1999 : Sin ceder
- 2004 : Sweets to the Sweet: The Candyman Mythos
- 2004 : Clive Barker: Raising Hell
- 2004 : Secret Window: Secrets Revealed
- 2004 : Secret Window: From Book to Film
- 2004 : Secret Window: A Look Through It
- 2006 : Objectif Mars
- 2006 : Nasiona
- 2007 : Deferred
- 2008 : What Are You Looking For?
- 2011 : They Were There
- 2011 : Londoness
- 2012 : Zejsc na ziemie
- 2013 : Re: Awakenings
- 2013 : Berta
- 2013 : November 22, 1963
- 2015 : Maslacak
- 2015 : The Neighbours Project

### Courts métrages
- 1968 : Railroaded d'Harrison Engle
- 1992 : Privé de vieillesse de Gaël Collon
- 1995 : Impetus Apaches de Roberto Chellet
- 1996 : Départ immédiat de Thomas Briat
- 1997 : Ballad of the Skeletons de Gus Van Sant
- 1998 : Fast Track d'Ana Bielschowsky
- 1999 : Le corset de Jake Torem
- 2001 : The Man in the Bath de Peter Greenaway
- 2001 : Diaspora d'Atom Egoyan
- 2002 : Passage de Shirin Neshat
- 2004 : Aztec Legend d'Eduardo Cisneros
- 2005 : Disparait, v. d'Andrei Severny (en)
- 2006 : El drama de la memoria de Daniel Diez et Marcelo Martín
- 2006 : Counting Water de Brian Savelson
- 2007 : Repeat de Rudi Azank
- 2007 : Little Things de John Matysiak
- 2010 : Icarus at the Edge of Time de  Al Holmes et Al Taylor
- 2011 : Portals de Kate Hackett et Benjamin Millepied
- 2013 : Kitti de Semyon Vaynshteyn

### Télévision
- 1983 : Four American Composers (téléfilm documentaire)
- 1987 : Monolithe (court métrage documentaire TV)
- 1991 : A Walk Through Prospero's Library (court métrage documentaire TV)
- 1992 : The Arctic (série documentaire télévisée)
- 1994 : 3000 scénarios contre un virus (série télévisée) (1 épisode)
- 1995 : Journey to Enlightenment (téléfilm documentaire)
- 2003 : Pandemic: Facing AIDS (mini-série documentaire)
- 2006 : Black Box: UFO Secrets (téléfilm)
- 2010 : Kepler (téléfilm)
- 2013 : The Perfect American (téléfilm)
- 2013 : All-Star Orchestra (série télévisée) (1 épisode)

## Arrangements
- Icct Hedral pour orchestre, basé sur la composition de Aphex Twin (1995)
- Sound of Silence pour piano, basé sur la chanson de Paul Simon (2005)

## Autres œuvres
- 1+1 (One plus One) pour table amplifiée (1968)
- Pink Noise, installation acoustique avec Richard Serra (1987)
- Brown Piano, Martingala, Double Rhythm, Boogie Mood, Sax, Variation: sons d'alarmes pour les montres Swatch dont certaines avec Jean Michel Jarre (1994)
- Aguas da Amazonia arrangé et interprété par le groupe brésilien Uakti, tiré de 12 Pieces for Ballet (1993/1999)